# Anna Rathert
Anna Leonore Labitzke-Rathert (* 29. April 1977 in Münster) ist eine deutsche Rechtsanwältin und Politikerin (AfD). Seit 2025 ist sie Mitglied des Deutschen Bundestages.

## Leben
Von 1987 bis 1996 besuchte Rathert das Hittorf-Gymnasium in Recklinghausen, wo sie ihr Abitur ablegte. Von 1993 bis 1994 besuchte sie The Lakeside School in Seattle, Vereinigte Staaten; von 1996 bis 1997 absolvierte sie ein studium generale an der Université de Rouen in Frankreich; von 1997 bis 2003 studierte sie Rechtswissenschaften an der Universität Münster.
Von 1999 bis 2000 machte Rathert ein Erasmus-Auslandssemester an der Università Federico II in Neapel, Italien mit Prüfungen im Völker- und Europarecht. Im Jahre 2003 absolvierte sie ihr Erstes juristisches Staatsexamen am OLG Düsseldorf. Von 2006 bis 2008 folgte ihr Referendariat in Münster mit Stationen an der Deutschen Botschaft in Paris und dem Bundespräsidialamt in Berlin. 2009 absolvierte sie ihr Zweites Juristisches Staatsexamen am OLG Düsseldorf. Im Jahr 2010 folgte ihre Promotion.
Seit 2009 ist Rathert Rechtsanwältin. Von 2014 bis 2015 war sie Akkreditierte Parlamentarische Assistentin im Europäischen Parlament und von 2022 bis 2025 Rechtsanwältin in der Rechtsabteilung der AfD-Bundestagsfraktion.
Rathert ist verheiratet und hat drei Kinder.

### Politischer Werdegang
Im April 2013 trat sie in die AfD ein. Von 2020 bis 2022 war sie  Landesschiedsrichterin am Landesschiedsgericht der AfD NRW, zuletzt als Vizepräsidentin. 2022 bis 2023 war sie als Beisitzerin im Vorstand des AfD-Kreisverbands Recklinghausen. Seit 2023 ist sie Stellvertretende Sprecherin des AfD-Kreisverbands Recklinghausen und seit 2022 Sprecherin des AfD-Stadtverbandes von Recklinghausen.
Bei der Bundestagswahl 2025 zog sie über Listenplatz 11 der nordrhein-westfälischen Landesliste der AfD in den Deutschen Bundestag ein.